# Roman Totenberg

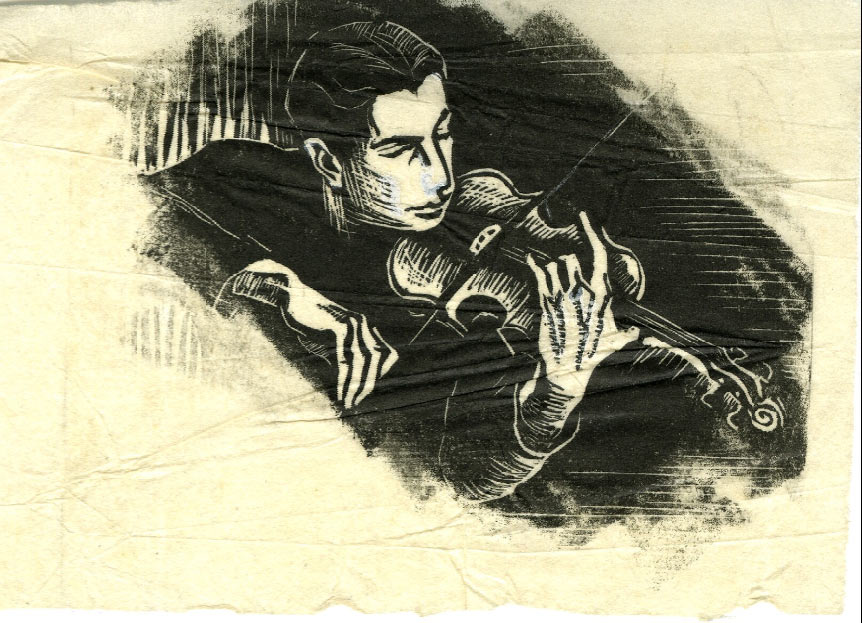
Roman Totenberg – Holzschnitt von Ilka Kolsky, 1930er Jahre

Roman Totenberg (geboren 1. Januar 1911 in Łódź, Russisches Kaiserreich; gestorben 8. Mai 2012 in Newton, Massachusetts) war ein US-amerikanischer Violinist und Geigenlehrer polnisch-jüdischer Herkunft.  

## Leben
Im Alter von fünf Jahren zogen seine Eltern Slanislava (Vinaver) und Adam Totenberg mit ihm nach Moskau, wo sein Vater als Bauingenieur Arbeit gefunden hatte. Seinen ersten Geigenunterricht erhielt Roman von einem Nachbarn, der Konzertmeister des Bolschoi-Theaters war. Als Roman mit zehn Jahren nach Warschau zurückkehrte, gab er bereits ein Jahr später sein Debüt mit der  Nationalphilharmonie Warschau und galt als ein Wunderkind an der Violine. Mit Karol Szymanowski, den er an der Musikakademie Warschau kennenlernte, tourte er Ende der 1920er Jahre durch Europa. Im Jahr 1928 wurde er Schüler von Carl Flesch in Berlin und erhielt 1931 ein Drittel des ausgelobten Felix-Mendelssohn-Bartholdy-Stipendiums. Er zog 1932 nach Paris, wo er bei George Enescu und Pierre Monteux studierte.
Im Anschluss an sein USA-Debüt mit dem National Symphony Orchestra in Washington 1935 wurde Totenberg von Präsident Franklin D. Roosevelt in das Weiße Haus eingeladen. Drei Jahre später emigrierte er aus Europa in die USA. 
Totenberg tourte mit Arthur Rubinstein durch Südamerika. Er gab zahlreiche Konzerte und realisierte dabei den kompletten Zyklus der Beethoven-Sonaten und alle Brandenburgischen Konzerte. Sein breit gefächertes Repertoire umfasste mehr als 30 Konzerte. Unter den vielen zeitgenössischen Werken, die er vorstellte, sind das Violinkonzert Nr. 2 von Darius Milhaud, das Concerto von William Schuman und das Capriccio von Krzysztof Penderecki zu nennen. Er hat Paul Hindemiths Sonate in E uraufgeführt (1935), das Concerto (neue Version) von Samuel Barber  sowie eine Sonata von Bohuslav Martinů. 
In seiner Karriere als Violinist hat er mit den großen Sinfonieorchestern in Amerika  wie dem New York Philharmonic, dem Boston Symphony, dem Cleveland, Minneapolis, Indianapolis, Los Angeles und Washington Symphonies gespielt und in Europa mit den Berliner Philharmonikern, den Londoner Philharmonikern und dem Concertgebouw-Orchester. Zu den Dirigenten gehörten Stokowski, Kubelik, Szell, Rodzinski, Fitelberg, Jochum, Rowicki, Krenz, Monteux, Wit, Steinberg und Golschmann. 
1943 war er Gründungsmitglied des Alma Trio mit dem Pianisten Adolph Baller und dem Cellisten Gabor Rejto unter der Schirmherrschaft von Yehudi Menuhin. 1953 beendete Totenberg seine Zusammenarbeit mit dem Alma Trio. Sein Nachfolger wurde Maurice Wilk.
In den USA wurde er auch als Musikpädagoge an verschiedenen Musikhochschulen und bei den Sommerkursen in Aspen und Tanglewood tätig und erhielt eine Professur an der Boston University, deren Streicherabteilung er von 1961 bis 1978 leitete. Danach lehrte er noch im hohen Alter an der Longy School of Music in Cambridge (Massachusetts) sowie am Peabody Conservatory of Music in Baltimore.
1980 wurde Totenbergs Stradivari „Ames“ (Baujahr 1734) nach einem Konzert in New York gestohlen. Er hatte sie 1943 erworben und war mit ihr in der ganzen Welt aufgetreten. Erst im August 2015 tauchte die „Ames“ wieder auf. Es stellte sich heraus, dass der Geiger Philip Johnson sie gestohlen hatte; er war schon 1980 von Totenberg verdächtigt worden. Die Geige wurde kurz nach dem Fund Totenbergs Töchtern übergeben.

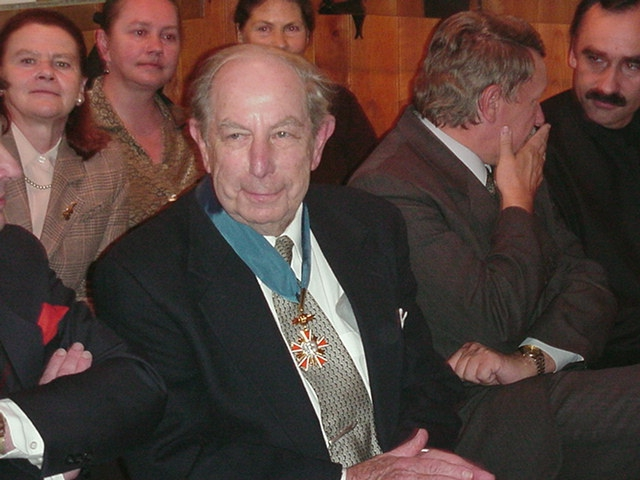
Im Jahr 2000 erhielt Roman Totenberg den Verdienstorden der Republik Polen.

Totenberg erhielt im Jahr 1988 die Auszeichnung Verdienter der polnischen Kultur und 2000 den Verdienstorden der Republik Polen. Er starb am 8. Mai 2012 in seinem Haus in Newton, Massachusetts.